# Malasamudra, Gadag
Malasamudra là một làng thuộc tehsil Gadag, huyện Gadag, bang Karnataka, Ấn Độ.